# Wyano
Wyano es un lugar designado por el censo ubicado en el condado de Westmoreland en el estado estadounidense de Pensilvania. En el Censo de 2010 tenía una población de 484 habitantes y una densidad poblacional de 158,64 personas por km².

## Geografía
Wyano se encuentra ubicado en las coordenadas 40°12′6″N 79°41′38″O / 40.20167, -79.69389. Según la Oficina del Censo de los Estados Unidos, Wyano tiene una superficie total de 3.05 km², de la cual 3.05 km² corresponden a tierra firme y (0%) 0 km² es agua.

## Demografía
Según el censo de 2010, había 484 personas residiendo en Wyano. La densidad de población era de 158,64 hab./km². De los 484 habitantes, Wyano estaba compuesto por el 98.14% blancos, el 0.62% eran afroamericanos, el 0.21% eran amerindios, el 0% eran asiáticos, el 0% eran isleños del Pacífico, el 0.21% eran de otras razas y el 0.83% pertenecían a dos o más razas. Del total de la población el 1.03% eran hispanos o latinos de cualquier raza.